# Рагімов В'югар Гамідулла-огли
В'югар Гамідулла-огли Рагімов (нар. 5 лютого 1986, Баку) — український борець греко-римського стилю азербайджанського походження, триразовий призер чемпіонатів Європи, срібний призер Кубку світу, учасник Олімпійських ігор. Заслужений майстер спорту України з вільної боротьби.

## Життєпис
Боротьбою займається з 1997 року. 2002 став чемпіоном Азербайджану серед кадетів. Після того, як його не взяли на чемпіонат Європи серед кадетів, вирішив переїхати до України.. Приїхав в Україну на запрошення свого дядька, який проживав у Миколаєві. А через рік в 2003 році переїхав до Запоріжжя і почав тренуватися під керівництвом Євгена Черткова. Закінчив Запорізький національний університет.

## Спортивні результати на міжнародних змаганнях

### Виступи на Олімпіадах
| Змагання                                   | Збірна  | Вагова категорія                 | Місце |
| ------------------------------------------ | ------- | -------------------------------- | ----- |
| Боротьба на літніх Олімпійських іграх 2012 | Україна | греко-римська боротьба, до 55 кг | 13    |

### Виступи на Чемпіонатах світу
| Змагання                        | Збірна  | Вагова категорія                 | Місце |
| ------------------------------- | ------- | -------------------------------- | ----- |
| Чемпіонат світу з боротьби 2005 | Україна | греко-римська боротьба, до 55 кг | 15    |
| Чемпіонат світу з боротьби 2006 | Україна | греко-римська боротьба, до 55 кг | 7     |
| Чемпіонат світу з боротьби 2007 | Україна | греко-римська боротьба, до 55 кг | 22    |
| Чемпіонат світу з боротьби 2009 | Україна | греко-римська боротьба, до 55 кг | 10    |
| Чемпіонат світу з боротьби 2010 | Україна | греко-римська боротьба, до 55 кг | 25    |
| Чемпіонат світу з боротьби 2011 | Україна | греко-римська боротьба, до 55 кг | 10    |
| Чемпіонат світу з боротьби 2013 | Україна | греко-римська боротьба, до 55 кг | 11    |

### Виступи на Чемпіонатах Європи
| Змагання                         | Збірна  | Вагова категорія                 | Місце  |
| -------------------------------- | ------- | -------------------------------- | ------ |
| Чемпіонат Європи з боротьби 2006 | Україна | греко-римська боротьба, до 55 кг | 5      |
| Чемпіонат Європи з боротьби 2007 | Україна | греко-римська боротьба, до 55 кг | Бронза |
| Чемпіонат Європи з боротьби 2009 | Україна | греко-римська боротьба, до 55 кг | 22     |
| Чемпіонат Європи з боротьби 2010 | Україна | греко-римська боротьба, до 55 кг | Бронза |
| Чемпіонат Європи з боротьби 2011 | Україна | греко-римська боротьба, до 55 кг | Срібло |

### Виступи на Кубках світу
| Змагання                    | Збірна  | Вагова категорія                 | Місце  |
| --------------------------- | ------- | -------------------------------- | ------ |
| Кубок світу з боротьби 2007 | Україна | греко-римська боротьба, до 55 кг | Срібло |

### Виступи на інших змаганнях
| Змагання                                                         | Збірна  | Вагова категорія                 | Місце  |
| ---------------------------------------------------------------- | ------- | -------------------------------- | ------ |
| Гран-прі Німеччини з боротьби 2007                               | Україна | греко-римська боротьба, до 55 кг | Срібло |
| Всесвітні ігри військовослужбовців 2007                          | Україна | греко-римська боротьба, до 55 кг | Срібло |
| Олімпійський кваліфікаційний турнір з боротьби 2008 (Роме-Остія) | Україна | греко-римська боротьба, до 55 кг | 14     |
| Чемпіонат світу з боротьби серед військовослужбовців 2008        | Україна | греко-римська боротьба, до 55 кг | Бронза |
| Турнір Вехбі Емре 2010                                           | Україна | греко-римська боротьба, до 55 кг | Срібло |
| Гран-прі Німеччини з боротьби 2010                               | Україна | греко-римська боротьба, до 55 кг | 5      |
| Міжнародний турнір «Cristo Lutte» 2011                           | Україна | греко-римська боротьба, до 55 кг | Золото |
| Кубок Владислава Питласинські 2011                               | Україна | греко-римська боротьба, до 55 кг | Бронза |
| Кубок Вантаа з боротьби 2011                                     | Україна | греко-римська боротьба, до 55 кг | Срібло |
| Золотий Гран-прі з боротьби 2012 (Сомбатгей)                     | Україна | греко-римська боротьба, до 55 кг | Бронза |
| Олімпійський кваліфікаційний турнір з боротьби 2012 (Софія)      | Україна | греко-римська боротьба, до 55 кг | 7      |
| Олімпійський кваліфікаційний турнір з боротьби 2012 (Гельсінкі)  | Україна | греко-римська боротьба, до 55 кг | Золото |
| Гран-прі Іспанії з боротьби 2012                                 | Україна | греко-римська боротьба, до 60 кг | Бронза |
| Меморіал Іона Корнеану 2013                                      | Україна | греко-римська боротьба, до 55 кг | Золото |
| Гран-прі Німеччини з боротьби 2014                               | Україна | греко-римська боротьба, до 59 кг | 9      |
| Турнір Дана Колова — Николи Петрова 2015                         | Україна | греко-римська боротьба, до 59 кг | 8      |
| Гран-прі Іспанії з боротьби 2015                                 | Україна | греко-римська боротьба, до 59 кг | 11     |
| Кубок Алроси 2015                                                | Україна | греко-римська боротьба, до 59 кг | 4      |
| Київський Міжнародний турнір з боротьби 2017                     | Україна | греко-римська боротьба, до 59 кг | 10     |

### Виступи на змаганнях молодших вікових груп
| Змагання                                       | Збірна  | Вагова категорія                 | Місце  |
| ---------------------------------------------- | ------- | -------------------------------- | ------ |
| Чемпіонат світу з боротьби серед юніорів 2003  | Україна | греко-римська боротьба, до 50 кг | 10     |
| Чемпіонат Європи з боротьби серед юніорів 2004 | Україна | греко-римська боротьба, до 50 кг | Бронза |
| Чемпіонат світу з боротьби серед юніорів 2005  | Україна | греко-римська боротьба, до 55 кг | 18     |
| Чемпіонат Європи з боротьби серед юніорів 2005 | Україна | греко-римська боротьба, до 55 кг | Бронза |
| Чемпіонат Європи з боротьби серед юніорів 2006 | Україна | греко-римська боротьба, до 55 кг | Срібло |